# Selenicereus grandiflorus subsp. donkelaarii
Selenicereus grandiflorus subsp. donkelaarii ist eine Unterart der Pflanzenart Selenicereus grandiflorus in der Gattung Selenicereus aus der Familie der Kakteengewächse (Cactaceae). Das Epitheton donkelaarii ehrt den belgischen Botaniker André van Donkelaar (1783–1858). Trivialnamen sind „Choh Kan“ und „Sak-Bak-El-Kan“. 

## Beschreibung
Selenicereus grandiflorus subsp. donkelaarii wächst kriechend oder aufsteigend mit schlanken, bis zu 8 Meter (und mehr) langen  Trieben, die bis zu 1 Zentimeter Durchmesser erreichen. Die 8 bis 10 stumpfen Rippen sind nur undeutlich ausgeprägt. Aus den eng beieinander stehenden Areolen entspringen 10 bis 15 Dornen. Es sind ein bis mehrere, 1 bis 2 Millimeter lange, Mitteldornen sowie haarartige, anliegende, 3 bis 4 Millimeter lange, Randdornen vorhanden.
Die langröhrigen, weißen Blüten sind bis zu 18 Zentimeter lang. Die Früchte sind nicht beschrieben.

## Verbreitung und Systematik
Selenicereus grandiflorus subsp. donkelaarii ist im Südosten Mexikos und in Belize in tiefen Lagen verbreitet.
Die Erstbeschreibung als Cereus donkelaarii wurde 1845 von Joseph zu Salm-Reifferscheidt-Dyck veröffentlicht. Ralf Bauer stellte die Art 2003 als Unterart zur Art Selenicereus grandiflorus. Weitere nomenklatorische Synonyme sind Selenicereus donkelaarii (Salm-Dyck) Britton & Rose (1917) und Selenicereus donkelaarii (Salm-Dyck) Britton & Rose (1920).

## Nachweise